# Festibel
Le Festibel est un festival de musique populaire, qui a eu lieu annuellement en août à Belœil, au Canada, entre 1999 et 2002. La fréquentation en 2000 a été de 30 000 personnes. La proximité des artistes et de la scène au cœur du Vieux Belœil soulignait son caractère original et unique. Plusieurs artistes populaires de la chanson québécoise ont foulé les planches du Festibel, tels que Paul Piché, Plume Latraverse, Éric Lapointe, Yelo Molo, Kaliroots, Les Frères à ch'val, Thomas Chaplan, Okoumé, Alter Ego, Boogie Wonder Band, Bob Harrison et plusieurs autres.
Ce festival n'existe plus. Toutefois, un nouvel événement, le Festival d'été de Belœil, a pris naissance en 2005.

## Découvertes Festibel
À partir de 2000, un concours offrant une fenêtre sur la relève musicale hors festival est organisé durant tout l'été, Les Découvertes Festibel. Les gagnants du concours clôturaient le festival aux côtés de grands noms de la chanson. Ce concours a fait découvrir des groupes tels que Kaïn, Chapeaumelon et Fresh Persil.